# Negociaciones de paz entre Rusia y Ucrania (2022)
Las negociaciones de paz entre Rusia y Ucrania de marzo-abril de 2022 buscaron resolver mediante un acuerdo diplomático el conflicto consecuente a la invasión rusa de Ucrania de 2022.
El 28 de febrero de 2022, los negociadores ucranianos y rusos comenzaron conversaciones en Bielorrusia para alcanzar un alto el fuego y garantizar corredores humanitarios para la evacuación de civiles. Después de tres rondas de conversaciones, no se llegó a un acuerdo general. El 7 de marzo, como condición para poner fin a la invasión, el gobierno ruso exigió la neutralidad de Ucrania, el reconocimiento de la anexión de Crimea a Rusia y el reconocimiento de las autoproclamadas repúblicas separatistas de Donetsk y Luhansk como estados independientes. Entre tanto, el 6 de marzo se reportó que el servicio secreto ucraniano (SBU) había ejecutado a uno de los miembros de la delegación negociadora ucraniana, identificado como Denis Kireev, quien se había reunido con una delegación rusa para intentar lograr un acuerdo y que fue acusado de traición.
El 8 de marzo, el gobierno ucraniano sugirió una reunión directa con el presidente ruso Vladímir Putin y expresó su disposición a discutir las demandas rusas. El 10 de marzo, los ministros de Asuntos Exteriores Serguéi Lavrov y Dmytró Kuleba se reunieron en Estambul, en el primer contacto de alto nivel entre las dos partes desde el comienzo de la invasión. El conjunto de las negociaciones llevó a un plan de 15 puntos que garantizaría un alto el fuego y la retirada de los rusos siempre que el gobierno ucraniano se comprometiera a la neutralidad.
Según algunos informes, las partes estuvieron cerca de alcanzar un acuerdo, pero no lo lograron debido a la oposición de algunos países occidentales, el descubrimiento de crímenes de guerra rusos y desacuerdos sobre las condiciones.[cita requerida]

## Rondas de conversaciones para la paz
| Delegado                  | Cargo                                 | Gomel | Brest | Brest | Videoconferencia |
| ------------------------- | ------------------------------------- | ----- | ----- | ----- | ---------------- |
| Representación de Ucrania | Representación de Ucrania             | [ 5 ] | [ 6 ] | [ 7 ] | [ 8 ]            |
| Oleksii Réznikov          | Ministro de Defensa                   |       |       |       |                  |
| David Arajamia            | líder del partido Servidor del Pueblo |       |       |       |                  |
| Myjailo Podolyak          | Asesor del presidente                 |       |       |       |                  |
| Andriy Kostin             | Grupo de Contacto (Paz en Dombás)     |       |       |       |                  |
| Rustem Umérov             | Diputado en la Rada Suprema           |       |       |       |                  |
| Mykola Tochytsky          | Diplomático del Ministerio de AA. EE. |       |       |       |                  |
| Representación de Rusia   | Representación de Rusia               | [ 9 ] | [ 6 ] |       | [ 10 ]           |
| Vladímir Medinski         | Consejero del presidente              |       |       |       |                  |
| Andréi Rudenko            | Diplomático del Ministerio de AA. EE. |       |       |       |                  |
| Aleksandr Fomín           | Viceministro de Defensa               |       |       |       |                  |
| Leonid Slutski            | Miembro de la Duma Estatal            |       |       |       |                  |
| Borís Gryzlov             | Embajador de Rusia en Bielorrusia     |       |       |       |                  |

### Primera ronda en Gomel
La posibilidad del encuentro estuvo en vilo hasta el último momento, incluso llegó a anunciarse como suspendido, por la insistencia del presidente ucraniano, Volodímir Zelenski, de que debería efectuarse en un lugar “neutral” —el mandatario había propuesto las ciudades de Bakú, Estambul, Varsovia o Viena—. Finalmente Dmitri Peskov, el portavoz del Gobierno de Vladímir Putin, confirmó el 27 de febrero que una delegación de Ucrania estaba viajando a la ciudad de Gomel, Bielorrusia, cerca de la frontera con Ucrania junto al río Prípiat, para mantener negociaciones bilaterales con el fin de acabar la guerra, iniciada con la invasión rusa de suelo soberano ucraniano.
El 28 de febrero, las delegaciones de Rusia y Ucrania sostuvieron las conversaciones en Gomel destinadas a detener la guerra, en medio de los bombardeos y agresiones desde distintos frentes. Las negociaciones no revelaron ningún logro concreto, y fueron «extremadamente difíciles», según el asesor presidencial ucraniano Myjailo Podolyak, que ha definido a la delegación rusa como «extremadamente parcial». Ucrania, que envió como jefe de la delegación negociadora al ministro de Defensa, Oleksii Réznikov, que llegó a bordo de un helicóptero polaco, exigió la retirada total de Rusia y la restauración territorial de Ucrania. Moscú, que envió al exministro de Cultura Vladímir Medinski, exige que se tuviesen en cuenta “incondicionalmente” sus demandas de seguridad, según le comunicó Putin al presidente francés, Emmanuel Macron, en una conversación de 90 minutos ese mismo día. Rusia exigió el reconocimiento de la anexión de Crimea a Rusia —que Moscú se anexionó en 2014 con un referéndum considerado ilegal por la comunidad internacional— y que Ucrania adoptase el estatus de país neutral, lo que implicaría abandonar sus perspectivas de acceso a la OTAN en el futuro.
Después de cinco horas de negociaciones se establecieron los siguientes acuerdos:
- Formalizar una segunda ronda de negociaciones
- Las delegaciones regresan a sus capitales para consultas[15]

El anfitrión fue el jefe de la diplomacia bielorrusa, Vladimir Makei, quien al recibirlos les dijo: «Pueden sentirse completamente seguros».

### Segunda ronda en Brest
El 3 de marzo de 2022, se acordaron en Brest, Bielorrusia, ciertos resultados entre Ucrania y Rusia. Se establecieron corredores humanitarios para la evacuación de los ciudadanos afectados en las ciudades de Mariúpol y Volnovaja, al sur del país, y en las costas del Mar Negro, el cual el objetivo inicial del presidente ruso Vladímir Putin era bloquear el acceso al mar para Ucrania. Para ello, Rusia anunció un alto el fuego de 8 días en esa zona para facilitar la evacuación. A pesar de este acuerdo, el 5 de marzo Ucrania acusó a Rusia por incumplir el alto el fuego tras notificar varios bombardeos en la ciudad de Mariúpol, comunicado por su ayuntamiento. Entonces, se suspendieron los corredores humanitarios y un millón de civiles quedaron atrapados en la zona acordada.
Moscú ha declarado que los corredores humanitarios fueron bloqueados por batallones neonazis ucranianos que impedían el paso de los civiles. Tras romper el acuerdo de paz en Brest, Rusia intensificó su ofensiva en la zona sur y este de Ucrania. Tras haberse calmado el ambiente al día siguiente, domingo 6 de marzo, el alcalde de Mariúpol anunció un nuevo intento de evacuación de civiles por los corredores humanitarios, tal y como se pactó en Brest, aunque acabó siendo un segundo intento fallido.

### Tercera ronda en Brest
El 7 de marzo, de nueva cuenta en Brest, Bielorrusia, en la zona del bosque de Belovezha se reunieron las partes, enfocándose en el alto al fuego y las garantías de seguridad, considerando el jefe adjunto de la oficina del presidente Volodímir Zelenski, Myjailo Podolyak que se lograron «pequeños avances positivos en la mejora de la logística de los corredores humanitarios».

### Cuarta ronda por videoconferencia
El 14 de marzo, se realizó la cuarta ronda de negociaciones por videoconferencia, en la que participaron altos funcionarios de ambos países. Los negociadores rusos y ucranianos concluyeron su cuarta ronda de conversaciones mientras Rusia mantiene su dura campaña para capturar la capital y otras ciudades de Ucrania.
Rusia y Ucrania suspendieron la cuarta ronda de negociaciones, –sobre la rendición de Ucrania, según los rusos, y un alto el fuego con garantías de seguridad a cambio de su neutralidad, conforme a los ucranianos–, con el compromiso de reanudarla este martes. La ronda de conversaciones se reanudará el 15 de marzo tras una "pausa técnica" del lunes. "Vamos a hacer una pausa técnica en las negociaciones hasta mañana" para permitir "seguir trabajando en los subgrupos de trabajo y aclarar algunos términos", dijo en Twitter Myjailo Podolyak, negociador y asesor del presidente ucraniano Volodimir Zelensky.
El 15 de marzo, el presidente ucraniano, Volódimir Zelenski, dijo que las conversaciones son cada vez “más realistas”, mientras que el ministro de Relaciones Exteriores ruso, Serguéi Lavrov, afirmó que había “alguna esperanza de compromiso” y que el estatus de neutralidad para Ucrania -una de las principales exigencias rusas- está ahora sobre la mesa. Las conversaciones debían reanudarse el miércoles por videoconferencia, en lo que sería un tercer día consecutivo, la primera vez que han durado más de un día, lo que ambas partes sugieren que significa que han entrado en una fase más seria.
El 16 de marzo, en una entrevista al portal polaco Wirtualna Polska, el jefe del equipo negociador de Kiev Myjailo Podolyak señaló que ambas delegaciones “mantienen sus posturas”, por lo que ponerse de acuerdo puede llevar varios días. “Durante ese tiempo, deberíamos estar más cerca de redactar un tratado de paz”, consideró. El portavoz presidencial ruso, Dmitri Peskov, señaló este miércoles que las delegaciones de su país y Kiev discuten la posibilidad de que Ucrania pueda convertirse en Estado desmilitarizado. Este desenlace pudiera considerarse como “cierto tipo de compromiso”, advirtió el alto funcionario en respuesta a una pregunta de la prensa sobre el tema, del cual prefirió no entrar en detalles porque, en su opinión, resulta “imposible” mientras las conversaciones están en curso. El jefe del equipo negociador ruso y asesor presidencial, Vladímir Medinski, indicó que Kiev propone establecer una versión austriaca o sueca de Estado desmilitarizado en Ucrania. Dijo que Rusia busca alcanzar la paz lo antes posible, pero las negociaciones con la contraparte continúan de forma complicada y lenta. La cuarta ronda de consultas comenzó el pasado lunes en formato de videoconferencia y se ha mantenido durante todos estos días. “Nos gustaría que sea un acuerdo para generaciones, para que nuestros hijos también vivan en paz, este proceso de negociaciones está cimentando la base para ello”, apuntó el representante ruso. Medinski subrayó que el objetivo de Rusia en las negociaciones con Ucrania no ha cambiado y es el mismo que planteó desde el comienzo de la operación militar.
El 17 de marzo, el asesor presidencial ruso Vladímir Medinski, destacó que el estatuto neutral de Ucrania y su no adhesión a la OTAN son los temas en los que ambos países acercaron más sus posturas durante las conversaciones bilaterales.

## Foro Diplomático de Antalya 2022
El 10 de marzo, los Ministros de Relaciones Exteriores de Rusia Serguéi Lavrov y de Ucrania Dmytró Kuleba se reunieron para conversar en Antalya, Turquía, con el Ministro de Relaciones Exteriores turco Mevlüt Çavuşoğlu como mediador en el primer contacto de alto nivel entre las dos partes desde el comienzo de la invasión.
El 16 de marzo, Lavrov aseguró que un acuerdo de seguridad con Ucrania estaba «cerca de alcanzarse», el propio Zelenski describió como «signos positivos» las posturas rusas y aseguró que las peticiones de Rusia eran «más realistas», también aseguró que descartaba que su país ingresara a la OTAN.
David Arajamia, negociador jefe de Ucrania, afirmaría a la prensa en abril que Rusia había aceptado oralmente la mayoría de sus propuestas y que estaban a la espera de una confirmación escrita. Un posible encuentro en Turquía entre los presidentes Zelenski y Putin «no se descarta».
Lavrov acusaría luego a Ucrania de cambiar las condiciones acordadas dificultando los acuerdos al añadir cosas nuevas sobre lo negociado, por ejemplo incluir a Crimea entre las garantías de seguridad territorial de Ucrania.

## Reporte del Financial Times
El Financial Times publicó el 16 de marzo que Rusia y Ucrania estarían trabajando en un acuerdo de 15 puntos preliminares que incluiría entre otras cosas: cese al fuego y retiro de las tropas rusas, la declaración de neutralidad de Ucrania consagrada en su Constitución lo que le impediría entrar a la OTAN, la aceptación del ruso como co-lengua oficial y enseñada en las escuelas, y aunque Rusia había solicitado la «desmilitarización» de Ucrania ahora solo solicitaba límites a su ejército y la prohibición de bases militares extranjeras o misiles nucleares en su suelo, a cambio la seguridad de Ucrania correría por parte de Turquía, Reino Unido y Estados Unidos. Según el Secretario de Prensa del Kremlin Dmitri Peskov la opción de neutralidad que le ofrecen a Ucrania es similar a la que tienen Suecia y Austria lo que le permitiría ingresar a la Unión Europea pero no a alianzas militares como la OTAN. Rusia originalmente pedía aparentemente la destitución de Zelenski, la «desnazificación» y «desmilitarización» de Ucrania y la rendición del país pero el propio Zelenski afirmó que Rusia había suavizado su postura y dejado de lado muchas de estas solicitudes.
El principal punto de discordia según algunas fuentes pareciera ser el destino de Donbás y Crimea, Rusia pide el reconocimiento de la anexión de Crimea y la secesión de Donbas, algo a lo que Ucrania se opone.

## Otras negociaciones
El 3 de marzo de 2022, Naftalí Bennett, el primer ministro israelí, viajó a Moscú después de hablar con Volodymyr Zelensky, quien había solicitado ayuda en mediación y tras consultar con Estados Unidos, Francia y Alemania. En una entrevista en 2023, Bennett afirmó que ambas partes deseaban un armisticio, pero que, según él, la posibilidad de éxito era del 50%, y que los países occidentales lo bloquearon. Según este acuerdo, las fuerzas rusas regresarían a la frontera previa a la invasión, y Ucrania se comprometería a no unirse a la OTAN.
En mayo de 2022, Ukrainska Pravda informó que Putin estaba listo para reunirse con Zelensky en abril, pero esto no ocurrió después de la visita de Boris Johnson, quien declaró que Putin debería ser presionado en lugar de negociar con él, y tras el descubrimiento de los crímenes de guerra rusos en Bucha.